# 粉紫重瓣木槿
粉紫重瓣木槿（学名：Hibiscus syriacus f. amplissimus）为锦葵科木槿属木槿下的一个变型。分布于中国大陆的山东等地，目前尚未由人工引种栽培。

## 扩展阅读
- 維基物種上的相關：粉紫重瓣木槿